# Донє Вратно (Петріянець)
Донє Вратно (хорв. Donje Vratno) — населений пункт у Хорватії, у Вараждинській жупанії у складі громади Петріянець.

## Населення
Населення за даними перепису 2011 року становило 395 осіб.
Динаміка чисельності населення поселення:

## Клімат
Середня річна температура становить 10,03 °C, середня максимальна – 24,18 °C, а середня мінімальна – -6,44 °C. Середня річна кількість опадів – 910 мм.
| Клімат поселення                              | Клімат поселення | Клімат поселення | Клімат поселення | Клімат поселення | Клімат поселення | Клімат поселення | Клімат поселення | Клімат поселення | Клімат поселення | Клімат поселення | Клімат поселення | Клімат поселення | Клімат поселення |
| Показник                                      | Січ.             | Лют.             | Бер.             | Квіт.            | Трав.            | Черв.            | Лип.             | Серп.            | Вер.             | Жовт.            | Лист.            | Груд.            |                  |
| Середній максимум, °C                         | 5,39             | 7,30             | 11,75            | 16,10            | 21,21            | 24,18            | 23,64            | 23,07            | 19,09            | 14,02            | 8,40             | 4,62             |                  |
| Середня температура, °C                       | −0,52            | 1,37             | 5,82             | 10,20            | 15,30            | 18,28            | 19,82            | 19,27            | 15,30            | 10,21            | 4,60             | 0,81             |                  |
| Середній мінімум, °C                          | −6,44            | −4,56            | −0,07            | 4,28             | 9,37             | 12,36            | 16,01            | 15,44            | 11,47            | 6,40             | 0,78             | −3               |                  |
| Норма опадів, мм                              | 42               | 46               | 61               | 71               | 78               | 105              | 97               | 94               | 85               | 85               | 84               | 62               |                  |
| Середньомісячна швидкість вітру, м/с          | 1.80             | 2.02             | 2.40             | 2.40             | 2.30             | 2.01             | 2.00             | 1.80             | 1.80             | 1.80             | 1.90             | 1.90             |                  |
| Середньомісячна сонячна радіація, кДж/м²·день | 4039             | 6796             | 10540            | 14836            | 18877            | 20754            | 21289            | 18521            | 13773            | 8580             | 4478             | 3222             |                  |
| --------------------------------------------- | ---------------- | ---------------- | ---------------- | ---------------- | ---------------- | ---------------- | ---------------- | ---------------- | ---------------- | ---------------- | ---------------- | ---------------- | ---------------- |
| Джерело:                                      |                  |                  |                  |                  |                  |                  |                  |                  |                  |                  |                  |                  |                  |